# Lambon (Sèvre Niortaise)
Der Lambon ist ein Fluss in Frankreich, der im Département Deux-Sèvres in der Region Nouvelle-Aquitaine verläuft. Er entspringt im Gemeindegebiet von La Couarde, entwässert generell in westlicher Richtung und mündet nach rund 41 Kilometern im nördlichen Stadtgebiet von Niort als linker Nebenfluss in die Sèvre Niortaise. In seinem Mündungsabschnitt verläuft er im Regionalen Naturpark Marais Poitevin.

## Orte am Fluss
(Reihenfolge in Fließrichtung)
- Montaillon, Gemeinde Mougon
- Fressines
- Vouillé
- Niort